# Van Holzen
Van Holzen ist eine deutsche Rockband aus Ulm.

## Geschichte
Van Holzen wurde im Januar 2015 von den Ulmern Florian Kiesling, Jonas Schramm und Daniel Kotitschke gegründet, die zuvor in gleicher Besetzung seit 2009 unter dem Namen „Rockfish“ bereits mehr als 200 Konzerte gespielt hatten. Anfang 2015 unterschrieben die Mitglieder einen Vertrag bei der Booking Agentur Sparta Entertainment.
Im Mai 2015 schaffte Van Holzen zusammen mit vier anderen Bands die Teilnahme am Bandförderprogramm PopCamp des Deutschen Musikrats. Als Gewinner des vom Popbüro Region Stuttgart in Baden-Württemberg landesweit ausgeschriebenen Bandförderpreises „Play Live“ 2015 durften sie ihr Bundesland beim Bundeswettbewerb für Nachwuchsbands Local heroes 2016 vertreten und waren gleichzeitig für den New Music Award vorgeschlagen. Zudem gewannen sie einen Auftritt beim Southside-Musikfestival 2016 in Neuhausen ob Eck. Im selben Jahr traten sie auch auf dem Halberg-Open-Air-Festival in Saarbrücken auf.
Die Band wurde im Anschluss von Warner Music unter Vertrag genommen, wo 2016 auch ihre erste, selbstbetitelte EP erschien. 2017 erschien ihr Debütalbum Anomalie, das Platz 48 der deutschen Charts erreichte. Im Jahr 2019 erschien das Nachfolgealbum Regen, ebenfalls über Warner Music.
Seit 2019 ist die Band bei Landstreicher Booking unter Vertrag.
Im Jahr 2021 erschien ihr drittes Studioalbum Aus der Ferne, welches in Eigenregie entstand und veröffentlicht wurde.
Van Holzen spielten neben Festivals und regelmäßigen eigenen Tourneen durch Deutschland, Österreich und die Schweiz auch immer wieder als Vorband von Bands wie Billy Talent oder Royal Blood.
Im Jahr 2023 veröffentlichte die Band mehrere Singles.
Auch im Jahr 2024 will die Band wieder auf Tour sein und Städte in Deutschland, Österreich und der Schweiz besuchen.

## Preise
- 2015 Förderpreis Junge Ulmer Kunst der Stadt Ulm in der Sparte „Populäre Musik“[18]
- 2015 Bandförderpreis Play Live

## Diskografie

### Alben
- 2017: Anomalie (Warner Music)
- 2019: Regen (Warner Music)
- 2021: Aus der Ferne (Rough Trade)

### EPs
- 2016: Van Holzen (EP, Warner Music)
- 2022: Live Im Studio Valachai (EP)

### Singles
- 2016: Herr der Welt
- 2017: Schüsse
- 2019: Alle meine Freunde
- 2019: Royal
- 2019: Regen
- 2019: Irgendwas
- 2019: Frei (feat. Drens)
- 2021: Schlafen
- 2021: Biss
- 2021: Gras
- 2023: Tauchen
- 2023: Zeit Zieht
- 2023: Stich für Stich
- 2023: Ich Feier (feat. DISSY)
- 2023: Virtuell (feat. Mia Morgan)